# Полтавський стрій
Так званий «полтавський» жіночий одяг було прийнято брати за основу українського народного вбрання.
До Полтавщини зараховуються такі міста та місцевості: Полтава, Лубни, Зіньків, Решетилівка, Кременчук, Миргород, Карлівка, Гадяч, Кобеляки, Лохвиця, Хорол, Опішня, Сорочинці, Лютенька. Народний одяг на Полтавщині має свої характерні особливості, яких не має одяг на інших частинах Наддніпрянщини. Полтавська вишивка налічує понад 100 стібків. Відмінності є також і в крої одягу. В Пирятинському та Прилуцькому повітах крій одягу був коротшим.

## Одяг козацьких часів

### Чоловічий одяг
В давні часи шляхта носила шовкові або суконні довгі жупани «польського крою». Поверху жупана надівали кунтуш з прорізаними рукавами. По жупані пов'язували шовковий пояс, шитий золотом або сріблом. Нижнім вбранням були широкі суконні штани.
Просте населення в негоду поверх свити одягали широкий кобеняк з відлогою. Взимку носили кожух. Кожух покритий сукном називався — байбарак. Шапки носили круглі з овчини, називалися вони — кучми. Заможні та міщани носили сукняні кафтани різних барв і називалися вони тоді жупани. Їхній одяг влітку був з китайки, а зимовий з сукна. Сорочки носили з вузьким вишитим червоною бавовною комірцем, який зав'язувався кольоровим шнурочком або стрічкою (стйожкою). Усі чоловіки незалежно від соціального стану підбривали волосся в кружок і мали довгі вуса. Степовики — так називали мешканців степу, носили зачіски такі як і запорожці, тобто голови голили, залишаючи лише чуприну (оселедець).

### Жіночий одяг
Жінки-шляхтянки носили по довгій сорочці шовкові плахти та до них попереду шовкові запаски. Це було домашнім одягом. Коли виходили з дому, то зверху по сорочці одягали довгі контуші з тонкого сукна або з матерії. Такі контуші були пошиті до стану, та мали ззаду дві фалди, обшиті по стану золотим або срібним галуном. Коміри, круглі по стану вилоги, були з кольорового оксамиту. Одружені жінки носили на голові кораблики, з вилогами з оксамиту та з верхом з шовкової парчі. Крім корабликів, носили також високі кибалки, покриті шовковим серпанком з довгими кінцями. Дівчата заплітали волосся в дві коси та викладали його на голові у вигляді віночка, зверху прикрашали золотими шнурками, золотою сіткою або золотим мереживом. Носили також одну косу, вплітаючи в неї різнобарвні стрічки.
Прості жінки носили одяг того ж самого крою, але вже не шовковий, а суконний. Всі жінки носили червоні або жовті сап'янці на високих корках.
Заможніші та міщанки носили спідниці зі шнуровицями та різнобарвні жупани з китайки або суконні. Бідні носили зимою кожухи, а заможніші покривали кожухи сукном або китайкою. На голові заможніші носили чепці з наміткою, а міщанки круглі шапочки з опушкою з хутра соболя.

## Одяг XIX століття
Зміна одягу відбулася в зв'язку зі знищенням Катериною Запорозької Січі, внаслідок чого запорозькі козаки були переселені на Кубань (Фанагорію). На українських землях це призвело до занепаду української культури на колишніх землях запорозьких козаків та змін в одязі.
В 19 ст. на Полтавщині одяг був трохи видозмінений. Шляхта (дворяни) почала носити європейський одяг, а міщани — змішаний європейський та давній український одяг.

### Одяг простого народу

#### Чоловічий одяг
Сорочки були з вузьким комірцем вишитим синьою барвою та зав'язувались кольоровим шнурком або стрічкою. Чоловіки носили короткі до колін юпки (чумарки) або свитки.  Юпку пов'язували кольоровим поясом. Зверху по юпках носили кольорові жупани, переважно з синього сукна, з круглим шалевим коміром. Зверху по жупані, особливо в негоду, одягали кобеняки, довгі до колін чоботи, широкі штани, які заправляли в чоботи. На голові носили сиві або чорні смушкові шапки.
:Чумаки відзначалися високим ростом, сильною будовою тіла та фізичною силою. Вони носили широкі шаровари та свиту наопашки. На голові носили оселедець закручений за вухо та високі смушеві шапки.

#### Жіночий одяг
Жінки носили плахти та запаски. Верхній одяг (юпки та кофти) носили з сукна, нанки, пстри, ситцю. Юпки були пошиті до стану і від стану мали численні збори та біля шиї виріз. Таке ж саме вбрання, але довше і з круглим виложистим комірцем, називалося кофта. Крім цього одягу носили, ще довгий шушпан з великим виложистим коміром, пошитий з китайки, ситцю, нанки. Зверху  по юпці або кофті одягали довгу до кісточок свиту, пошиту до стану з двома фалдами ззаду. Бідніші носили білі свити з сукна домашнього виробництва, а заможніші світло або темно-сині, з фабричного сукна. Покрій свити був такий як і давнього контуша, незначно змінений.
На шиї носили коралі та срібні, позолочені або золоті дукачі. На руках носили кілька перстенів. На ногах носили чоботи (чорні, червоні, жовті) або черевики на високих корках, та до них білі або сині панчохи зі стрілками. Одружені жінки покривали голову ситцевим, шовковим з парчею або лише парчевим очіпком. Очіпки були видозміненими давніми кибалками.
Або пов'язували на голову також складену вузько хустину, та пов'язану в вигляді тюрбана. Дівчата заплітали волосся в дві коси, викладали на голові в вигляді вінка та прикрашали влітку живими квітами. Нижче кіс пов'язували різнобарвні стрічки та на них пов'язували бантики. Волосся заплітали також в одну косу з різнобарвними стрічками, такі стрічки називали стйожками або скиндячками. Зимою носили кожухи або покриті сукном чи китайкою овчині чи заячі шуби.

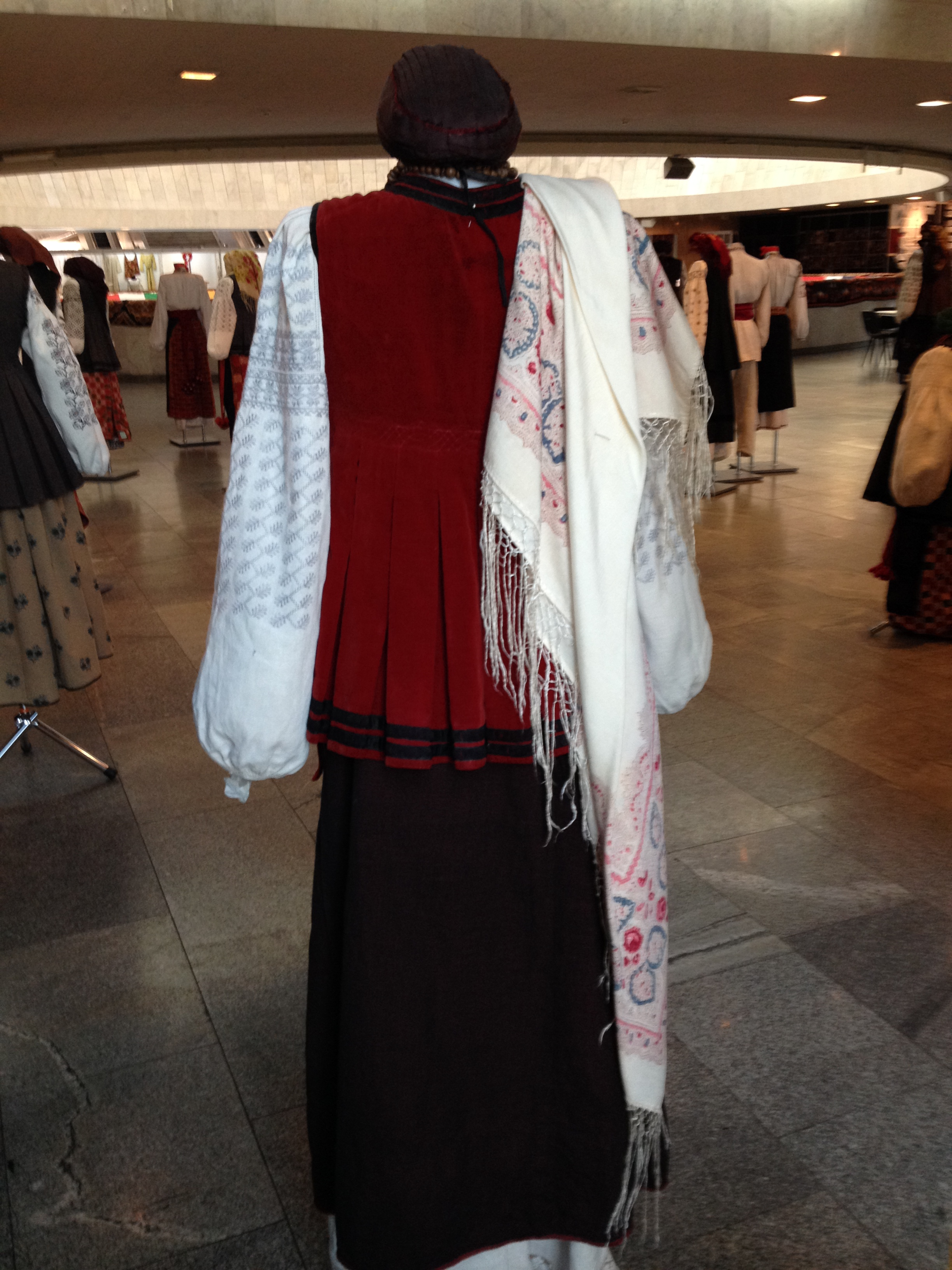
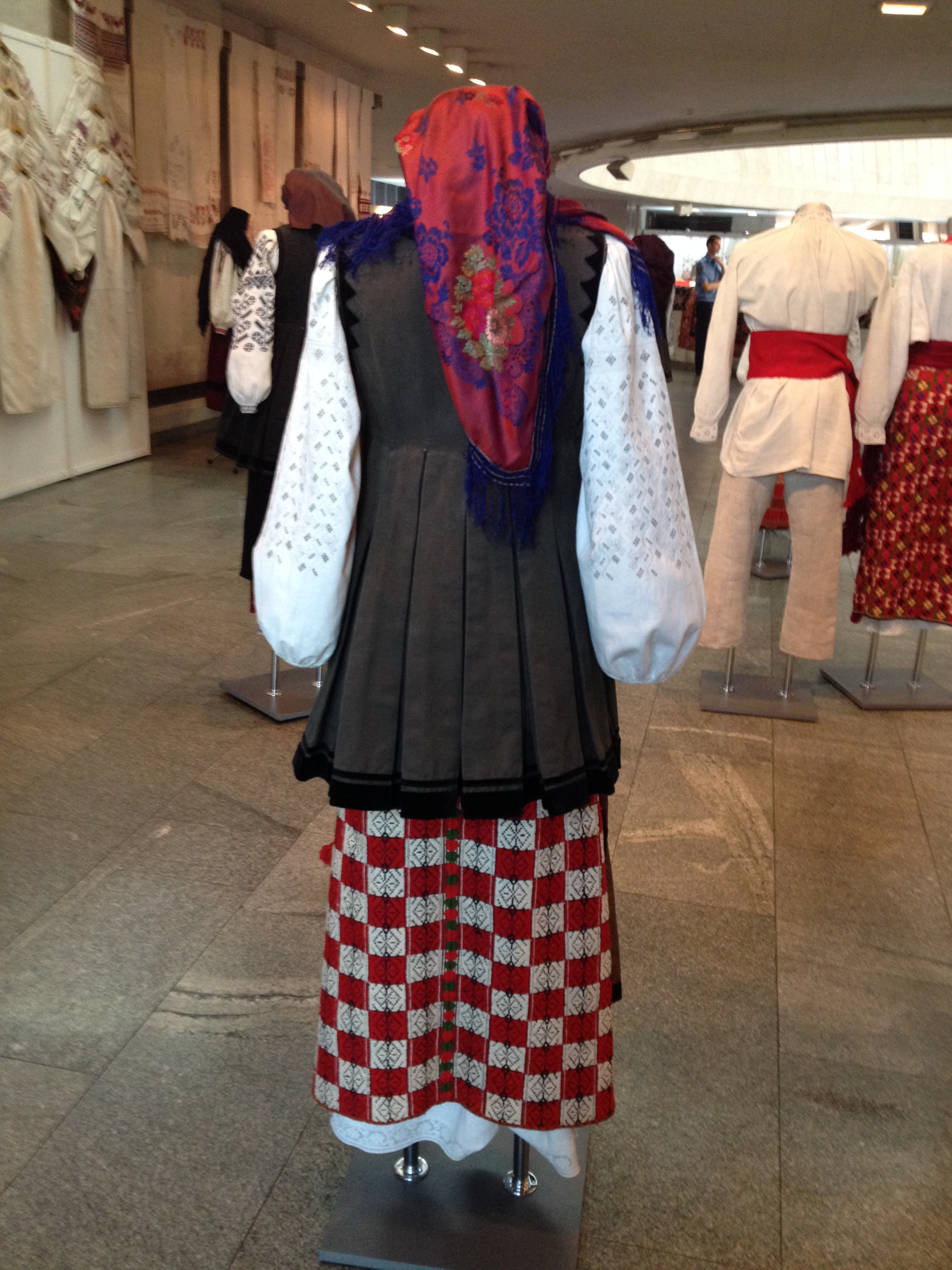
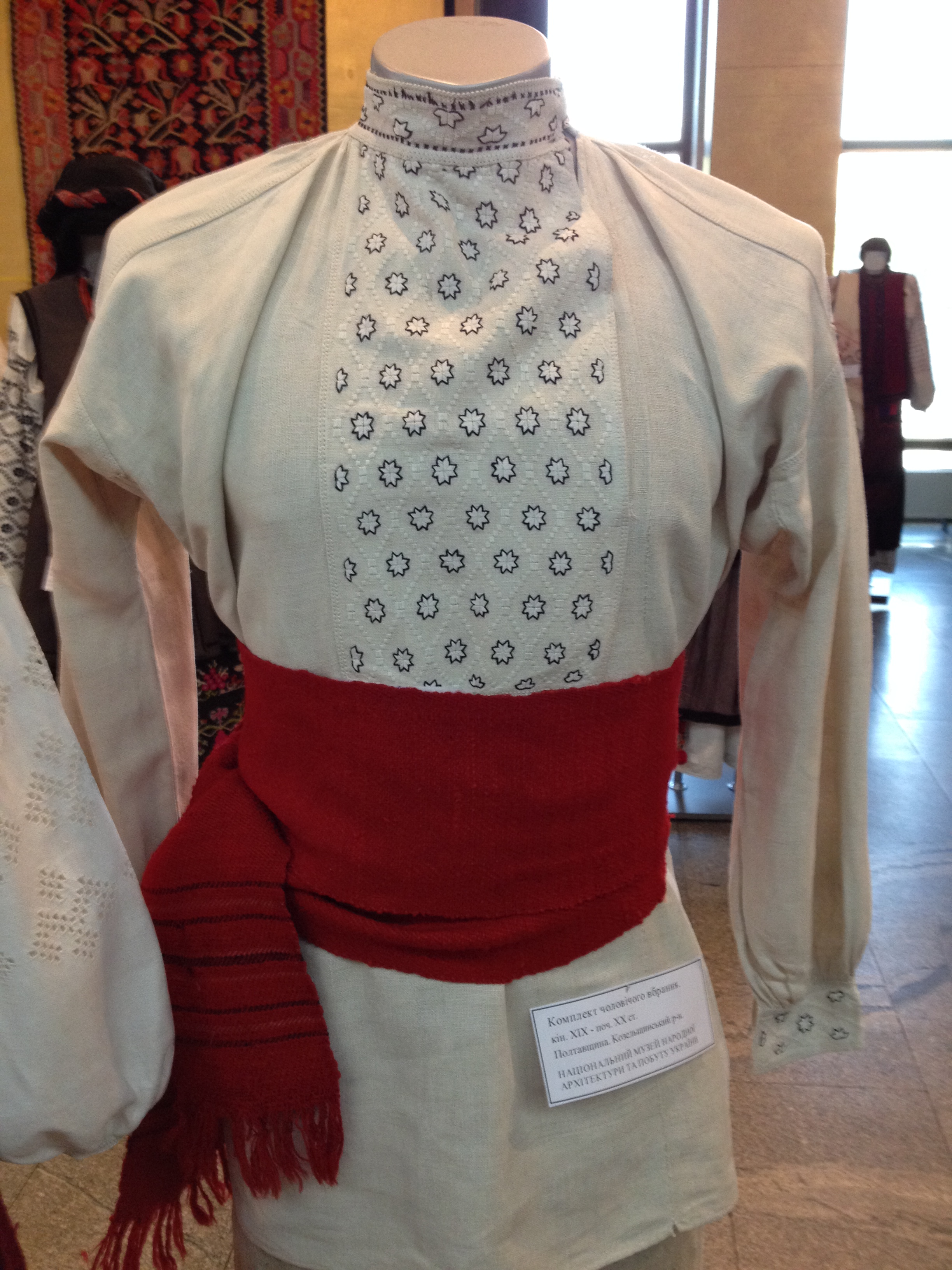
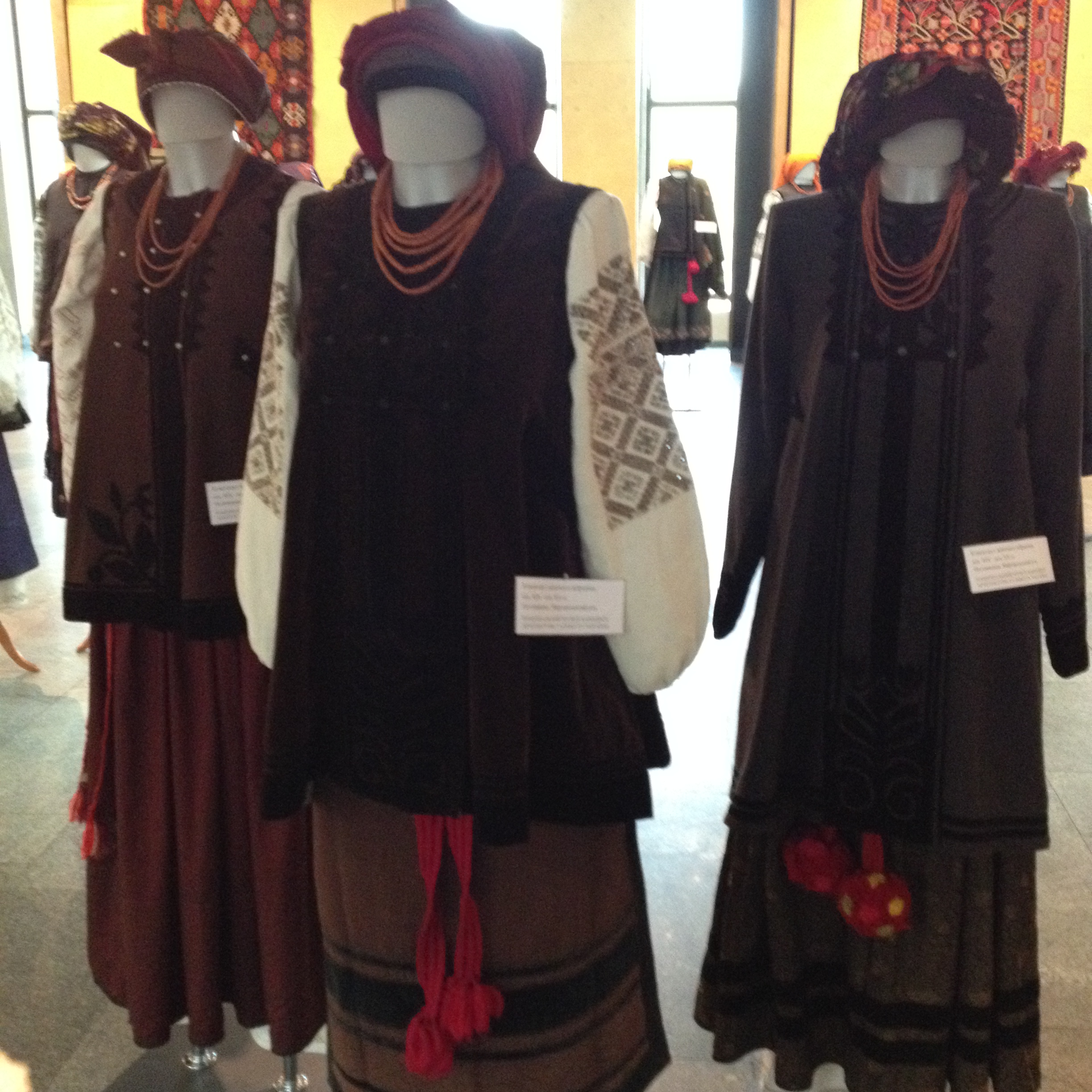
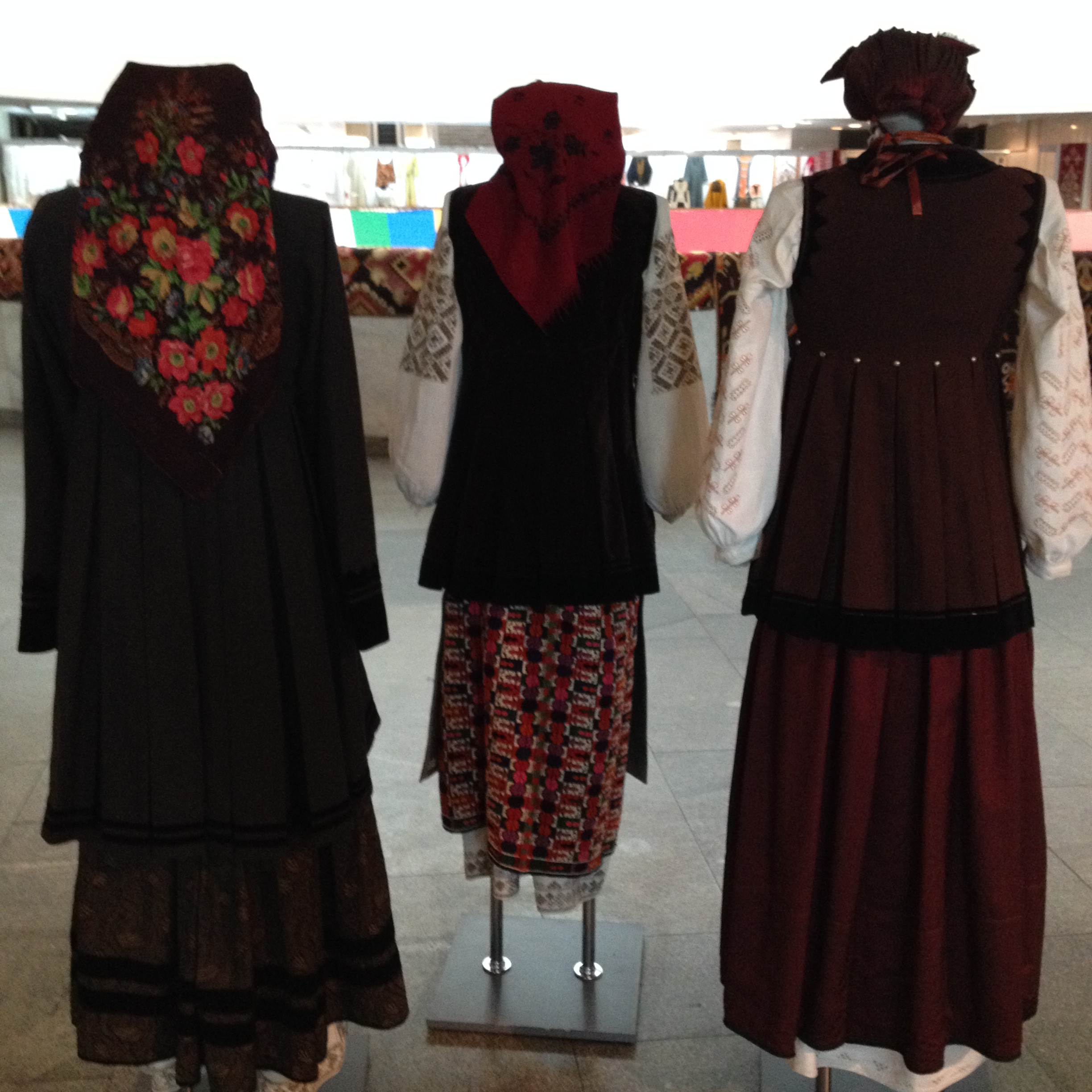